# 多毛箬竹
多毛箬竹（学名：Indocalamus hirsutissimus）为禾本科箬竹属下的一个种。

## 扩展阅读
- 維基物種上的相關：多毛箬竹